# Ball Jacks
Ball Jacks (ボールジャックス) est un jeu vidéo développé par Namco sorti en 1993 sur Mega Drive.

## Système de jeu
Chaque joueur dirige un robot qui fait face à son adversaire et qui a des balles se déplaçant derrière lui, et qui doit avec ses pinces toucher les balles de l'adversaire. Il s'agit d'éviter et de contrer les attaques de l'adversaire et de parvenir à toucher les balles derrière lui.